# 特羅姆斯多夫
特羅姆斯多夫(Tromsdorf)是一條位於德國薩克森-安哈爾特州布爾根蘭縣村落及著名地方自2009年7月1日，成為埃卡茨貝加的一部分。